# Sundergau

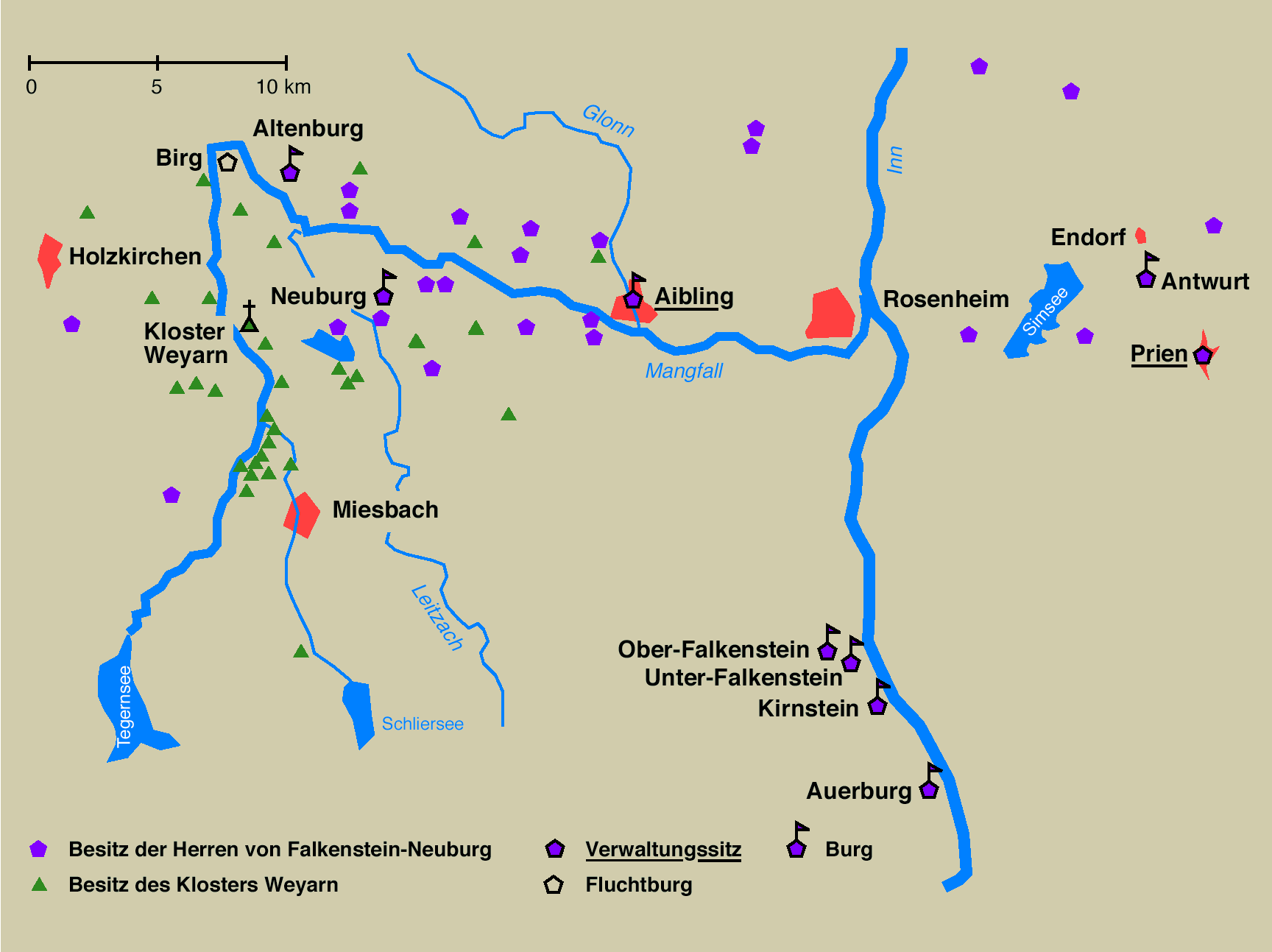
Besitzungen der Grafen von Neuburg-Falkenstein und des Klosters Weyarn im Inn- und Mangfalltal um 1200

Der Sundergau war eine mittelalterliche Gaugrafschaft im heutigen Oberbayern. Der Name bezieht sich auf die Lage des Gaus im Land und bedeutet „Südgau“ (gegenüber dem bayerischen Nordgau nördlich der Donau und dem Westgau an der Isar). Der Sundergau erstreckte sich zwischen der Isar im Westen und dem Inn im Osten und umfasste so den größten Teil des Mangfalltals. Um 800 wird die Landschaft auch Alpacowe (Alpengau) genannt. Im Hochmittelalter war das Gebiet überwiegend im Besitze der Falkensteiner, bevor es Ende des 13. Jahrhunderts nach der Ermordung des Grafen Sigebothus VI. an die Wittelsbacher fiel. Heute wird der Sundergau weitgehend mit dem Altkreis Aibling gleichgesetzt. Kerngebiet war neben den wittelbachischen Besitzungen die reichsunmittelbare Grafschaft Hohenwaldeck und das Herrschaftsgebiet des Klosters Tegernsee. Im Gebiet des Sundergau entwickelte sich die Miesbacher Tracht.
Der Sundergau ist zu unterscheiden vom Sundgau im Elsass und vom Königssondergau in Hessen.
Grafen im Sundergau waren:
- Sieghard, Graf im Chiemgau und Sundergau, vielleicht Vater des Bischofs Pilgrim von Passau († 991)
- Leopold, † 994, 962 Graf im Traungau, Sundergau und Donaugau, Markgraf der bayerischen Ostmark 976–994
- Arnulf, um 935 bezeugt, † um 1002, vielleicht Sohn des Pfalzgrafen Arnulf von Bayern
- Friedrich, † nach Juli 1027, 1003 Graf im Sundergau (siehe Staufer, siehe auch Grafschaft Dießen)